# 남광산 나들목
남광산 나들목(S.Gwangsan IC)은 광주광역시 광산구 산수동에 설치된 광주외곽순환고속도로의 1번 교차로이자 광주외곽순환고속도로의 기점이다. 건설 당시에는 본량 나들목으로 불렸다.

## 역사
- 2015년 9월 4일 : 2022년까지 나들목 신설을 위해 광주광역시 도시계획시설 교통광장에 광산구 산수동 일원을 본량 나들목으로 고시[1]
- 2022년 12월 20일 : 남광산 나들목 ~ 남장성 분기점 구간 개통[2]

## 구조물 정보
- 위치 : 광주광역시 광산구 산수동

## 접속하는 도로
- 국가지원지방도 제49호선 (빛가람장성로)